# Cosmic Messenger
Cosmic Messenger (al español Mensajero Cósmico, carátula) es un álbum del violinista de jazz fusion Jean-Luc Ponty. Grabado en Los Ángeles en 1978 y lanzado el mismo año bajo el sello Atlantic Records.

## Lista de canciones
1. "Cosmic Messenger" – 4:38
2. "The Art of Happiness" – 4:33
3. "Don't Let the World Pass You By" – 6:23
4. "I Only Feel Good With You" – 3:05
5. "Puppets' Dance" – 3:40
6. "Fake Paradise" – 5:41
7. "Ethereal Mood" – 4:03
8. "Egocentric Molecules" – 5:44

## Personal
- Jean-Luc Ponty – violín eléctrico de cinco cuerdas, violín eléctrico, órgano, sintetizador líder, orchestron, violín acústico
- Ralphe Armstrong – bajo eléctrico, bajo eléctrico fretless (sin trastes)
- Joaquin Lievano – guitarra eléctrica, guitarra acústica
- Peter Maunu – guitarra eléctrica, guitarra acústica, sintetizador de guitarra
- Casey Scheuerell – batería, percusión
- Allan Zavod – piano eléctrico, sintetizador polifónico, sintetizador líder, piano de cola, órgano
- Allan Holdsworth – Guitarra eléctrica

Producción
- Ed E. Thacker – ingeniero, mezclado
- Claudia Ponty – concepto de carátula
- Daved Levitan – coloreado de la carátula
- Gary Heery – fotografía de la carátula trasera
- Sam Emerson – fotografías interiores

- Datos: Q8351322